# 福大前西福井車站
福大前西福井站（日语：／ Fukudaimae Nishifukui eki */?）位于福井县福井市文京三丁目，屬於越前铁道三國蘆原線的車站。車站編號為E27。
車站附近設有福井縣立福井商業高等學校及私立啓新高等學校，亦有多間民辦醫院，而位於約兩公里外的私立福井工業大學本部、福井校園及其附屬之中學及高校，也有不少學生在本站轉車來往，因此使用量甚高，是繼福井站及田原町站後，第三高客量的車站。

## 車站結構
車站現時為無人車站，本身並不設站房，不過，由於往福井方向的月台旁邊進行了京福西福井上蓋開發項目，大廈部份樓面甚至橫跨於路軌之上，形成了車站好像成為了大廈的一部份。

## 月台配置
設有側式月台2座，其中由於地理位置上的限制，因此在配合福井鐵道列車直通運轉的改善工程上，在原來的月台的北側，伸延加建了可容許低地台電車停靠的月台。

### 月台配置
本站與西春江Heartpia站及蘆原湯之町站，皆為在現行定點時間表下上、下行列車的交匯站。
| 月台 | 路線        | 方向                    |
| ---- | ----------- | ----------------------- |
| 1    | ■三國蘆原線 | 福井、經■福武線往武生新 |
| 2    | ■三國蘆原線 | 三国港、蘆原湯之町方向  |

## 歷史
- 1928年12月20日：三國蘆原電鐵（日语：三国芦原電鉄）西福井站開業[1]。
- 1952年9月：由於福井地震破壞和福井復興博覽會召開，車站重建。
- 1979年1月7日：京福西福井上蓋開發項目完成，同時完成新車站建設。
- 2001年6月25日：因越前本線發生事故，全線停止運行。
- 2002年：

- 1月20日：位於大廈內的平和堂西福井店閉店。
- 3月：Mitsuwa西福井店開店。

- 2003年：

- 2月1日：讓渡給越前鐵道。
- 7月20日：福井口 - 西長田區間重新開始運營，同時車站改名為福大前西福井站。

- 2012年：

- 1月：Mitsuwa西福井店閉店。
- 12月：Honey旗下「越前CULSA」開店。

- 2016年：

- 3月27日：與福井鐵道開始直通運行，同時新修築低站台。

- 2024年10月11日：越前鐵道及福井鐵道均可使用ICOCA及全國通用IC卡付款[8][9]。

## 利用狀況
以下為越前鐵道一日平均上下車人次：
| 上下車人次變化 | 上下車人次變化 |
| 年度           | 1日平均人次    |
| -------------- | -------------- |
| 2011年         | 1,722          |
| 2012年         | 1,642          |
| 2013年         | 1,673          |
| 2014年         | 1,695          |
| 2015年         | 1,709          |
| 2016年         | 1,945          |
| 2017年         | 2,033          |
| 2018年         | 2,072          |
| 2019年         | 1,946          |
| 2020年         | 1,433          |
| 2021年         | 873            |

## 相鄰車站
越前鐵道
■三國蘆原線
□快速（上行列車）、■急行、■普通
田原町（E26）－福大前西福井（E27）－日華化學前（E28）

## 外部鏈接
- 福大前西福井駅 （页面存档备份，存于） - えちぜん鉄道
- ハニー食彩館西福井 （页面存档备份，存于） - ハニー